# Степанце
Степанце (мкд. Степанце) је насеље у Северној Македонији, у североисточном делу државе. Степанце припада општини Старо Нагоричане.

## Географија
Степанце је смештено у североисточном делу Северне Македоније, близу државне границе са Србијом (5 km). Од најближег града, Куманова, село је удаљено 22 km североисточно.
Село Степанце се налази у историјској области Средорек, у подножју планина Козјак и Германске планине, на око 520 метара надморске висине. Источно од села протиче река Пчиња.
Месна клима је планинска због знатне надморске висине.

## Становништво
Степанце је према последњем попису из 2002. године имало 88 становника.
Огромна већина становништва у насељу су етнички Македонци (100%).
Претежна вероисповест месног становништва је православље.